# Émaillage

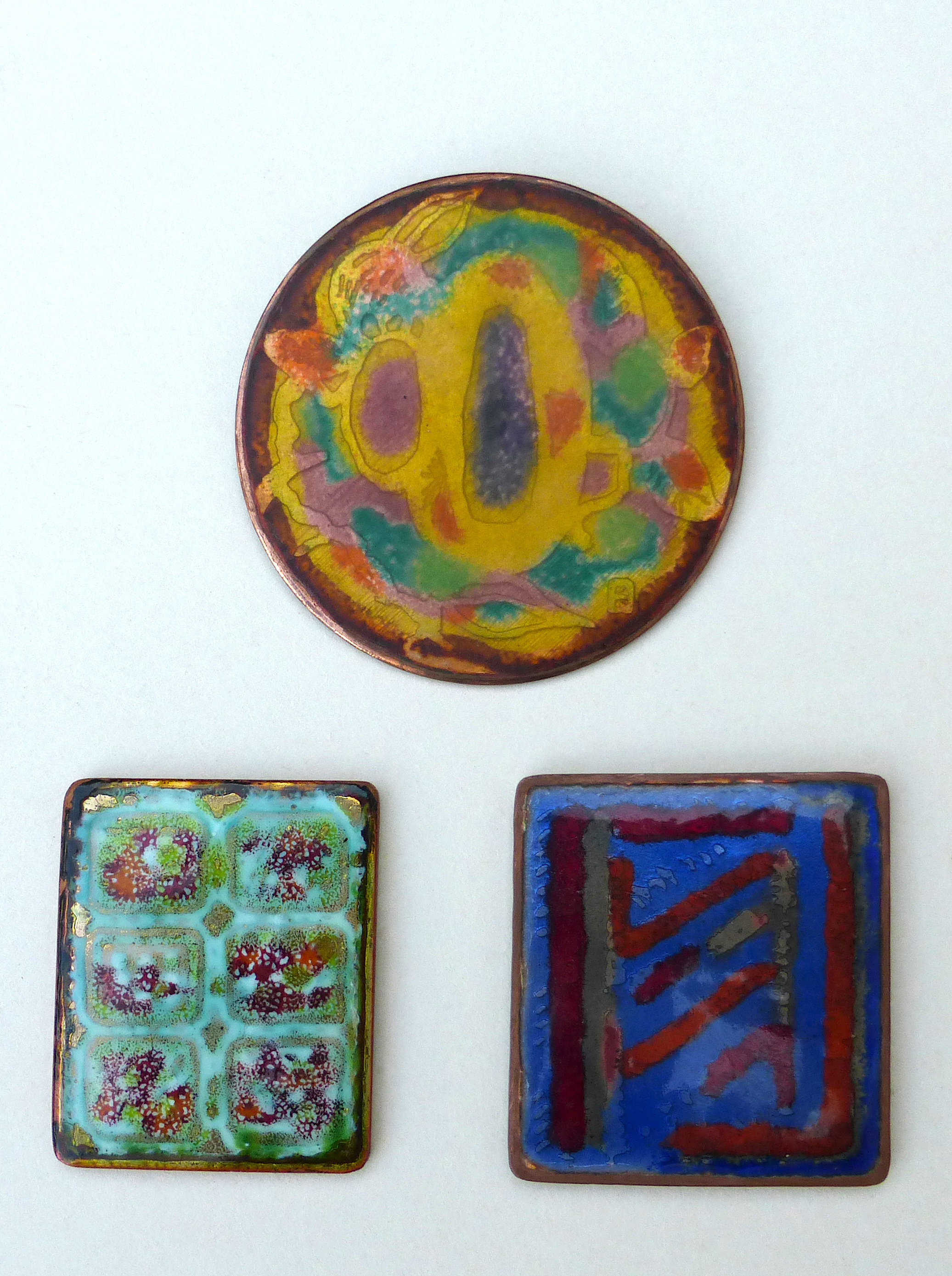
Exemple d'émaux (œuvres de Pierre Etienne).

L’émaillage est un procédé de fabrication consistant à déposer sur un métal, ou un autre support, une couche vitreuse, transparente ou colorée, l'émail.

## Procédé
La pièce à émailler est d'abord nettoyée, généralement par sablage ou grenaillage, afin de la débarrasser de toutes les bavures qui peuvent subsister à la suite de l'usinage, puis couverte de pigments, en suspension dans une huile volatile. Elle est ensuite soumise à une température d'environ 800 °C : l'huile s'évapore et les pigments fondus sont liés au support. Les pièces émaillées ont une grande durabilité, une grande résistance aux rayures et aux agents chimiques, et sont faciles à nettoyer.

## Les différentes techniques d’émaillage

### Le cloisonné
Consiste à créer des motifs à l’aide d’un fil fin, plié et courbé. Il est déposé sur sa tranche, puis soudé sur le métal afin de créer des cloisons qui seront ensuite remplies d’émail. L’émail est ensuite cuit au four afin qu’il fusionne avec le métal.

### Le champlevé
Le métal est creusé et nivelé par gravure pour créer des cellules. Ces cellules sont ensuite remplies d’émail afin d’obtenir des motifs après cuisson.

### L’émail en ronde bosse
L’émail est appliqué sur une surface mise en forme. L’émail est appliqué humide et maintenu en place par un voile de colle.

### L’émaillage bas-reliefs
Consiste à graver le motif sur la surface du métal (inspiré du champlevé) que l’on recouvre ensuite d’émail. Cela crée un dégradé de nuances de couleurs : les zones les plus profondes deviennent plus sombres.

### L’émail peint
L’émail est finement broyé et mélangé à une pâte fine avec de l’huile pure.

### L’émail plique à jour
Ici l’émail n’est pas fusionné à un fond : il adhère aux côtés du métal par capillarité. Le motif est coupé dans une feuille de métal. 